# الدوري الفنزويلي الممتاز 1972
الدوري الفنزويلي الممتاز 1972 هو الموسم 52 من الدوري الفنزويلي الممتاز. كان عدد الأندية المشاركة فيه 9، وفاز فيه ديبورتيفو ميراندا.